# حطاطبه
حطاطبه (به عربی: حطاطبة) یک شهرداری در الجزایر است که در استان تیپازه واقع شده‌است.